# Barylypa schmiedeknechti
Barylypa schmiedeknechti är en stekelart som först beskrevs av Meyer 1931.  Barylypa schmiedeknechti ingår i släktet Barylypa och familjen brokparasitsteklar. Inga underarter finns listade.